# Carl Wesenberg-Lund
Carl Jørgen Wesenberg-Lund, född 22 december 1867 i Köpenhamn, död 12 november 1955, var en dansk zoolog.
Wesenberg-Lund blev 1887 student och tog 1893 magisterkonferens i zoologi. År 1896 deltog han i Ingolfexpeditionen, och 1897 lyckades inrätta ett sötvattenbiologiskt laboratorium vid Furesø, som senare ersattes av Köpenhamns universitets laboratorier i Hillerød (1911) och vid Tjustrupsø (1916). Åren 1922-39 var han professor vid nämnda universitet. 
Wesenberg-Lund var en allsidig biologisk forskare med intresse även för botanik och geologi. Under årens lopp utförde han ett betydelsefullt arbete med utforskningen av djurlivet i Danmarks sötvatten och 1897 kom således en undersökning over sötvattensbryozoerna, 1898 ett arbete över Danmarks hjuldjur, som gav honom doktorstiteln, vidare 1904-08 det stora, med talrika tavlor illustrerade verket Studier over de danske søers plankton, vilket hade grundläggande betydelse. I en rad arbeten, publicerade i utländska tidskrifter, behandlade han insektslivet i Danmarks sjöar och åar, och gav samtidigt i lätt tillgänglig form en översikt över samme ämne i Insektlivet i ferske vande (1915). Av hans senare arbeten kan nämnas Furesøstudie (1917), studier över danska mygg (1921), över hjuldjurens biologi (1923) samt över klockdjuret Zoothamnium (1925). Avsett för en vidare läsekrets var bearbetningen av Vilhelm Bergsøes "Fra mark og skov", som även innehåller talrika nya iakttagelser. Under senare år var Wesenberg-Lund även starkt engagerad i naturskyddet. 
Wesenberg-Lund invaldes bland annat som ledamot av Vetenskapssocieteten i Uppsala 1922, av Fysiografiska sällskapet i Lund 1925, Vetenskapsakademien i Berlin 1935, Vetenskapsakademien i Stockholm 1937, Linnean Society 1938 och Akademiet for de Tekniske Videnskaber 1939. Han promoverades till hedersdoktor vid Uppsala universitet 1932.

## Utmärkelser
- Riddare av Dannebrogorden,  1924[2]
- Dannebrogsmännens hederstecken,  1934[2]
- Kommendör av Dannebrogorden,  1939[2]

[Redigera Wikidata]